# Liste de monuments de l’arrondissement historique du Vieux-Québec

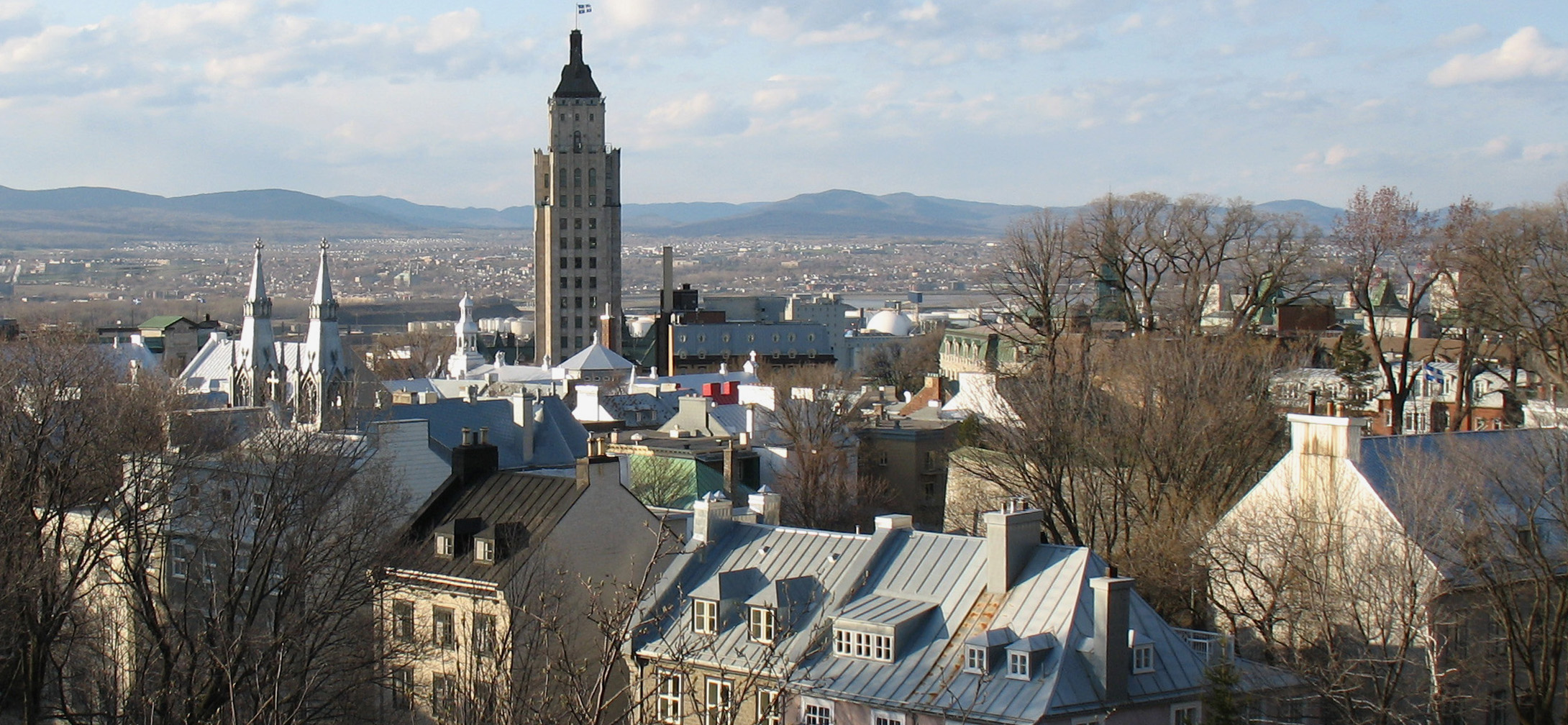
Arrondissement historique du Vieux-Québec

Cet article est un complément à l'article principal sur le Vieux-Québec.

## Monuments historiques classés

### Basse-Ville
- Maison Fornel

Sur la place Royale, demeure du XVIIIe siècle reconstruite en 1962.
- Maison Jean-Renaud (ou Dupont-Renaud)

Sur la place Royale, érigée en 1768.
- Maison Jean-Baptiste-Chevalier

Près de la place Royale, ensemble de quatre maisons (1683-1752-1960).
- Maison Jean-Demers

28, boul. Champlain (1689-1764)
- Maison Delage (ou des Jésuites)

14, rue Saint-Pierre. Maison de la fin du XVIIe, restaurée en 1970.
- Maison Joseph-Canac-Dit-Marquis  (ou Alphédé-Gagné-Roy)

64, côte de la Montagne. Maison érigée sur l'un des plus anciens sites de la ville.
- Terrain de l'école Notre-Dame-des-Victoires

58, rue Sous-le-Fort, mitoyen avec la maison Roy.
- Maison Gervais-Beaudoin  (ou Garon)

54, côte de la Montagne, à l'angle de l'escalier du Casse-Cou, résidence urbaine en pierre érigée avant 1741 et restaurée en 1966.
- Maison George-Larouche

353-355, rue Saint-Paul, ancien cabaret Chez Gérard.
- Maison Anne-Hamilton (ou Lamarche)

131, rue Saint-Paul, maison-magasin de type urbain érigée en 1864.
- Maison Jean-Étienne-Jayac (ou Morency)

133, rue Saint-Paul, maison-magasin de 1865.
- Maison Benjamin-Tremain (ou Giguère)

137, rue Saint-Paul, résidence urbaine de trois étages (1820-1860).
- Maison Mercier

113, rue Saint-Paul, maison-magasin (1727-1803-1843).
- Maison Simon-Bédard (ou François-Gourdeau)

40, rue Saint-Nicolas, construite en 1843 et restaurée en 1980.
- Maison Félix-Bidégaré (ou Simon-Bédard)

13, ruelle de l'Ancien-Chantier, résidence urbaine érigée en 1843.
- Maison Guillaume-Estèbe (ou Maison Estèbe)

92, rue Saint-Pierre, demeure urbaine bourgeoise érigée vers 1752 intégrée au Musée de la civilisation.
- Église Notre-Dame-des-Victoires

sur la place Royale

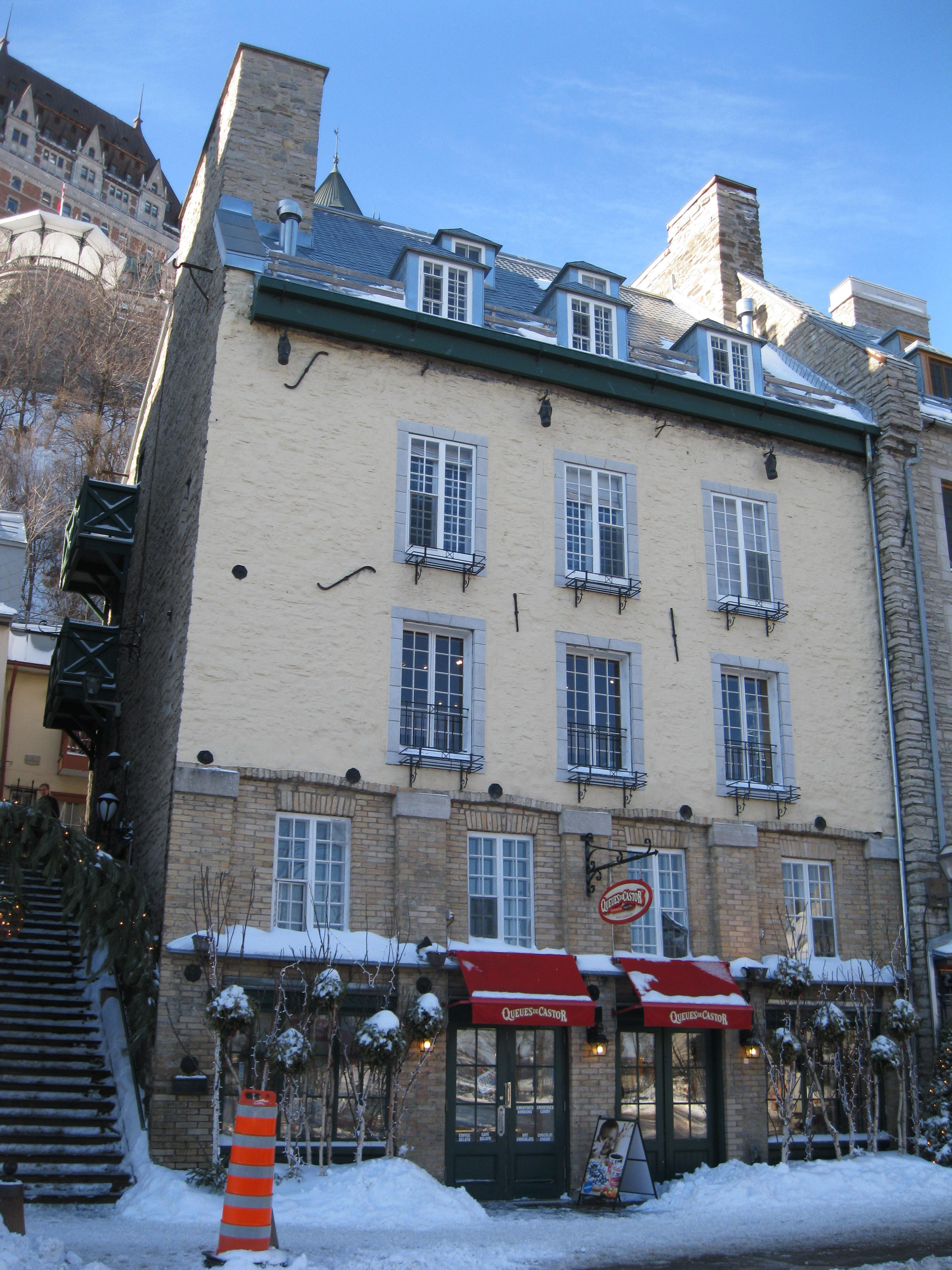
Jean-Demers
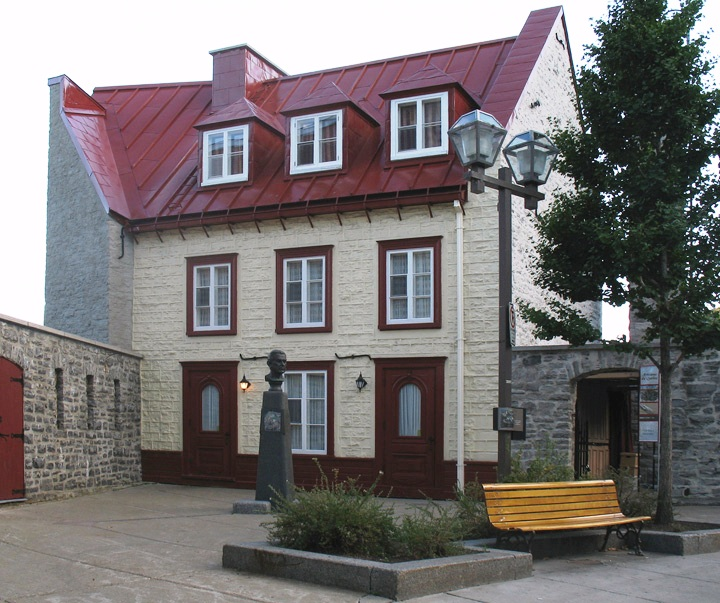
Joseph-Canac-Dit-Marquis
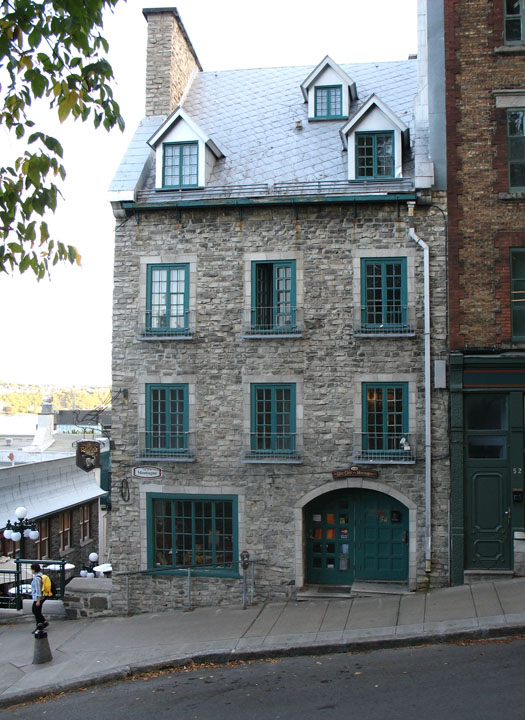
Gervais-Beaudoin
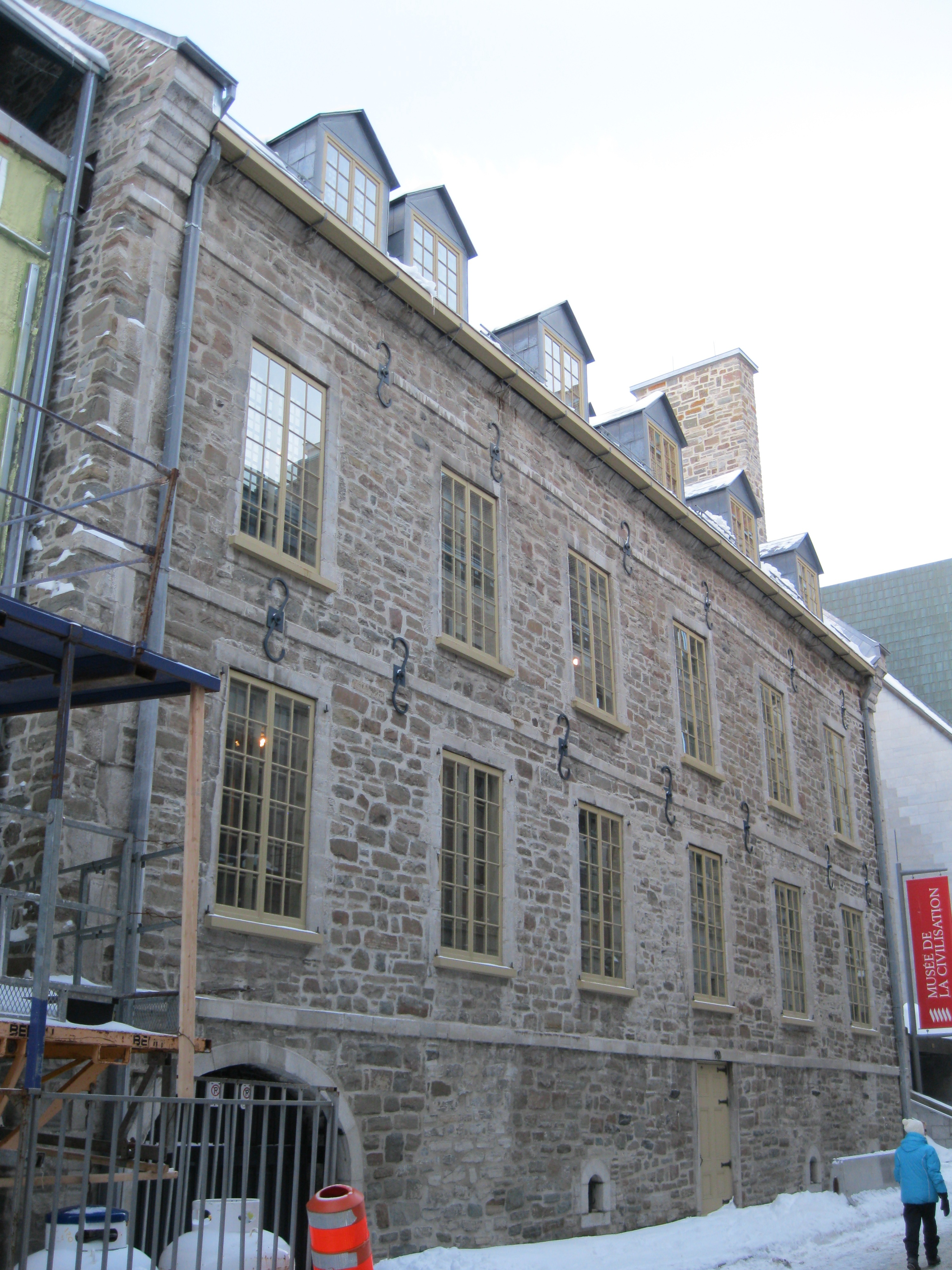
Guillaume-Estèbe

### Haute-Ville
- Maison Antoine-Vanfelson (ou Légaré-Vanfelson)

11, rue des jardins, résidence urbaine de la fin du XVIIIe siècle avec une écurie en pierre et un site archéologique.
- Maison Pierre-Stanislas-et-Elzéar-Bédard (Maison Bédard)

18, rue Mont-Carmel, constructions importantes en 1783, 1815 et 1830.
- Maison Thomas-Hunt et écurie Thomas-Fargues (ou Maison Feldman)

24, rue Mont-Carmel, maison construite en 1820 dans le style de l’architecture classique anglaise du XVIIIe.
- Ancien palais de justice de Québec

12, rue Saint-Louis, édifice d'influence Second Empire construit entre 1883 et 1887.
- Édifice du Morrin College

44, Chaussée des Écossais, ancienne prison érigée au début du XIXe, pôle culturel de la communauté anglophone de Québec.
- Maison François-Jacquet-Dit-Langevin (ou maison Jacquet)

34, rue Saint-Louis, bâtiment en pierre composé de deux corps de logis contigus (1675-1690 et 1818-1898).
- Maison James-Murray (ou Adams ou Latouche)

1080, rue Saint-Jean, maison-magasin  à trois étages de type urbain érigée en 1829.
- Maison Michel-Cureux

86, rue Saint-Louis, située sur l'une des plus anciennes rues de Québec, construite en 1729 et modifiée en 1897.
- Maison Robert-Jellard (ou Gagné)

24, rue Saint-Ursule, résidence urbaine en rangée de trois étages construite en 1831.
- Maison Crémazie (ou William-Smith)

60, rue Saint-Louis, demeure en pierre avec une porte cochère, érigée en 1830.
- Maison Letellier

41, rue des Remparts, résidence érigée vers 1831, avec deux galeries couvertes sur le mur pignon.
- Maison Louis-Joseph-De Montcalm (ou Maison Pie XII)

45 à 51, rue des Remparts, en bordure des fortifications, ensemble monumental de quatre demeures en pierre, dans le style néo-classique du Vieux-Québec (1725-1730-1780).
- Maison Joseph-Petitclerc (ou Maison Daigle)

22 et 24, rue Garneau, deux maisons en rangée d'inspiration néoclassique érigées en 1862.
- Maison Joseph-Morrin (ou Audet)

14, rue Hébert, maison d'inspiration néoclassique de 1856, dans un ensemble de maisons en rangée.
- Maison André-Bouchard (ou Beaudet)

17, rue Couillard, à l'angle de la rue Saint-Flavien, maison pittoresque de 1728.
- Maison Larchevêque-Lelièvre (ou Théonas)

50 à 54, côte de la Fabrique, maison-magasin érigée en plusieurs étapes à partir de 1727 à l'angle de la rue Garneau.
- Maison James-Black (ou Price)

15, rue du Fort, maison en pierre à deux étages et demi, construite au début du XIXe.
- Maison du Fort

10, rue Sainte-Anne, de style château, elle est accolée à la maison James-Black et construite à la même époque.
- Basilique-cathédrale Notre-Dame de Québec
- Séminaire de Québec
- Cathédrale Holy Trinity (Cathédrale anglicane de la Sainte-Trinité)

Rue des Jardins, monument historique du Québec érigé en 1800 et lieu historique national du Canada.
- Maison Étienne-Marchand

1, rue Sainte-Famille à l'angle de la rue des Remparts, maison en pierre construite en 1721.
- Maison Poirier

18, rue Ferland
- Maison Bégin

10, rue Saint-Stanislas
- Maison Le Foyer

1044, rue Saint-Jean
- Maison Hamel

14, rue Saint-Flavien
- Maison Malenfant

37, rue Sainte-Ursule
- Maison Bélisle

42, rue Sainte-Geneviève
- Maison Thompson-Côté

47, rue Sainte-Ursule
- Maison Leclerc

20, rue Saint-Flavien
- Maison Dion

38, rue Sainte-Angèle
- Chapelle de l'Hôtel-Dieu

32, rue Charlevoix
- Maison Loyola

29 et 35, rue D'Auteuil
- Maison des Ursulines

12, rue Donnacona
- Théâtre Capitole

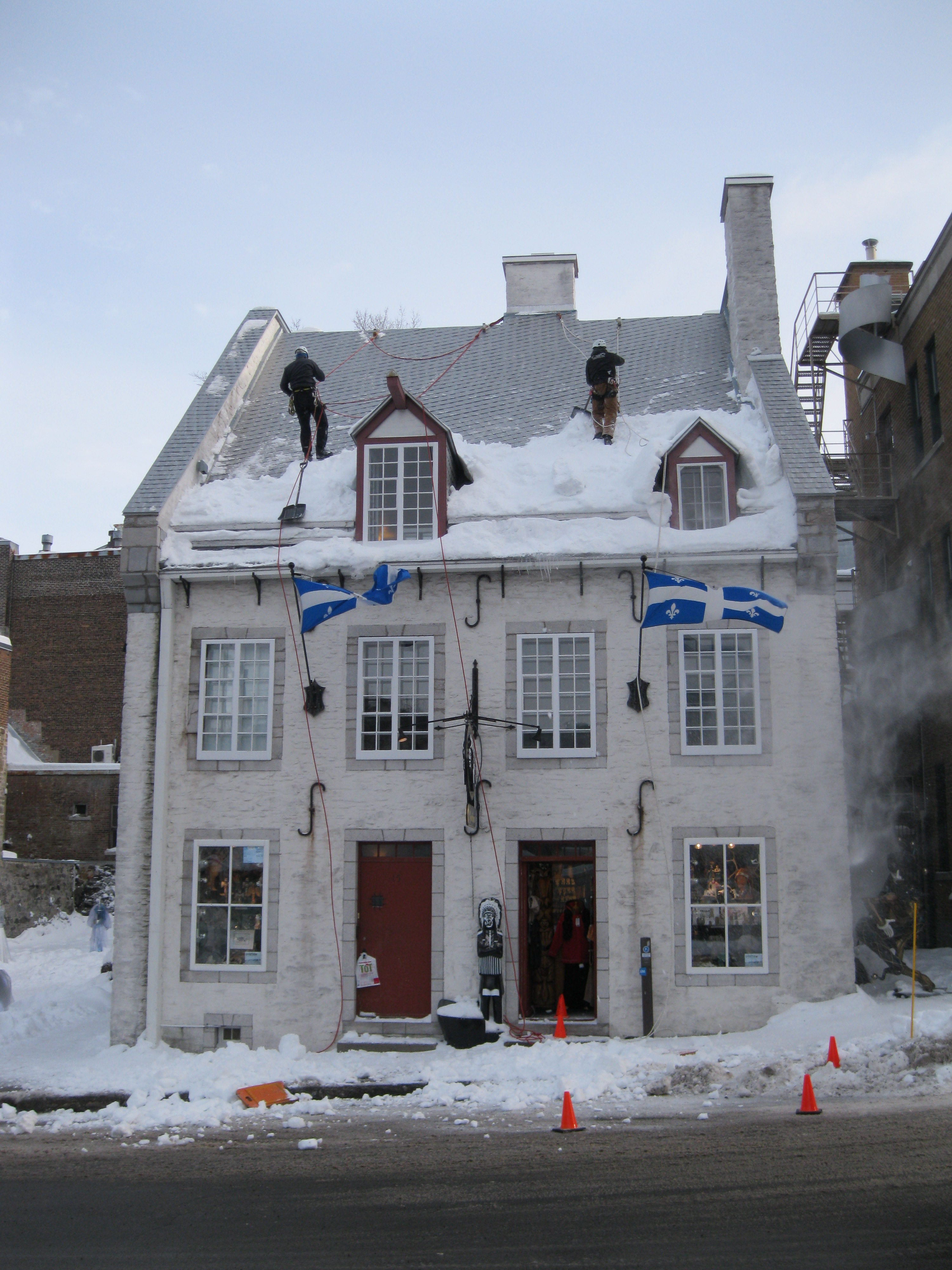
Antoine-Vanfelson
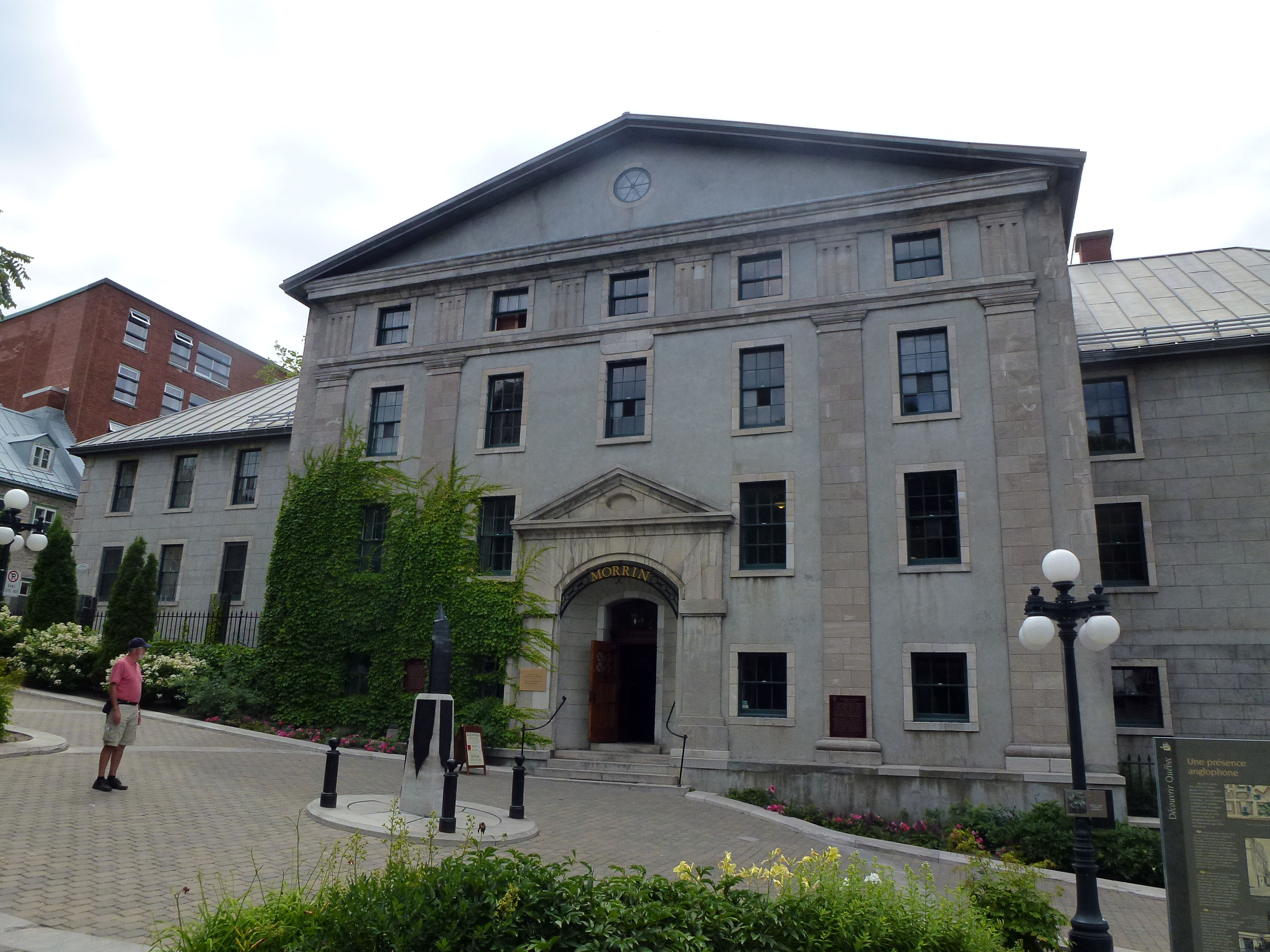
Morrin College
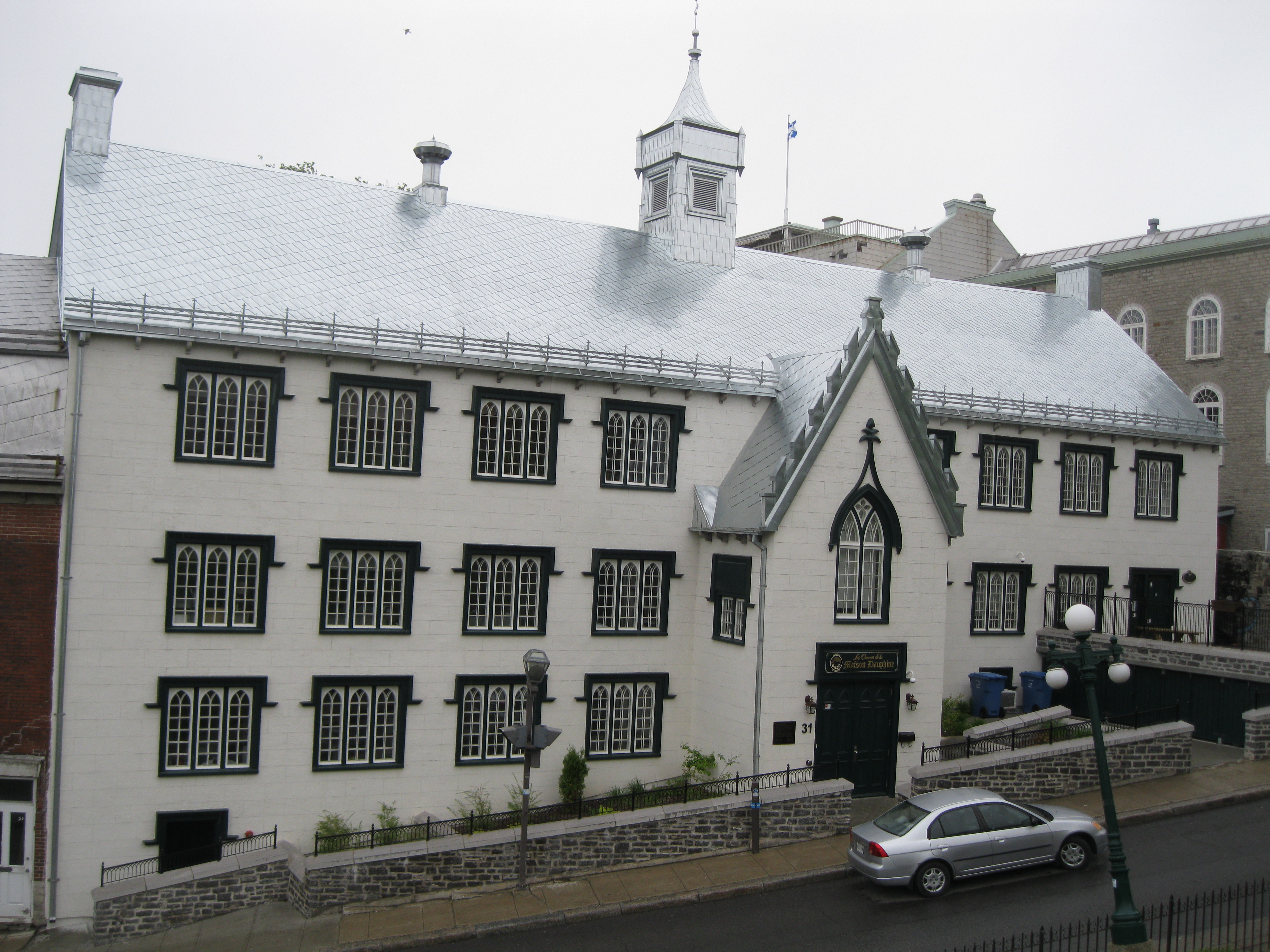
Maison Loyola

## Autres bâtiments et sites notables
- Portes de Québec
- Site patrimonial du Parc-de-l'Artillerie

2 rue d'Auteuil, bâtiments militaires consacrés à la défense de la ville depuis le XVIIe siècle.
- Citadelle de Québec (1820-1850)
- Château Frontenac (1893)
- Terrasse Dufferin et son site archéologique
- Hôtel de ville de Québec (1896)
- Édifice Price (1930)
- Fontaine de Tourny

Installée en 2007 à l'entrée de l'arrondissement en face de l'Hôtel du parlement, site historique national.
- Gare du Palais (1915)
- Musée de la civilisation (1988)

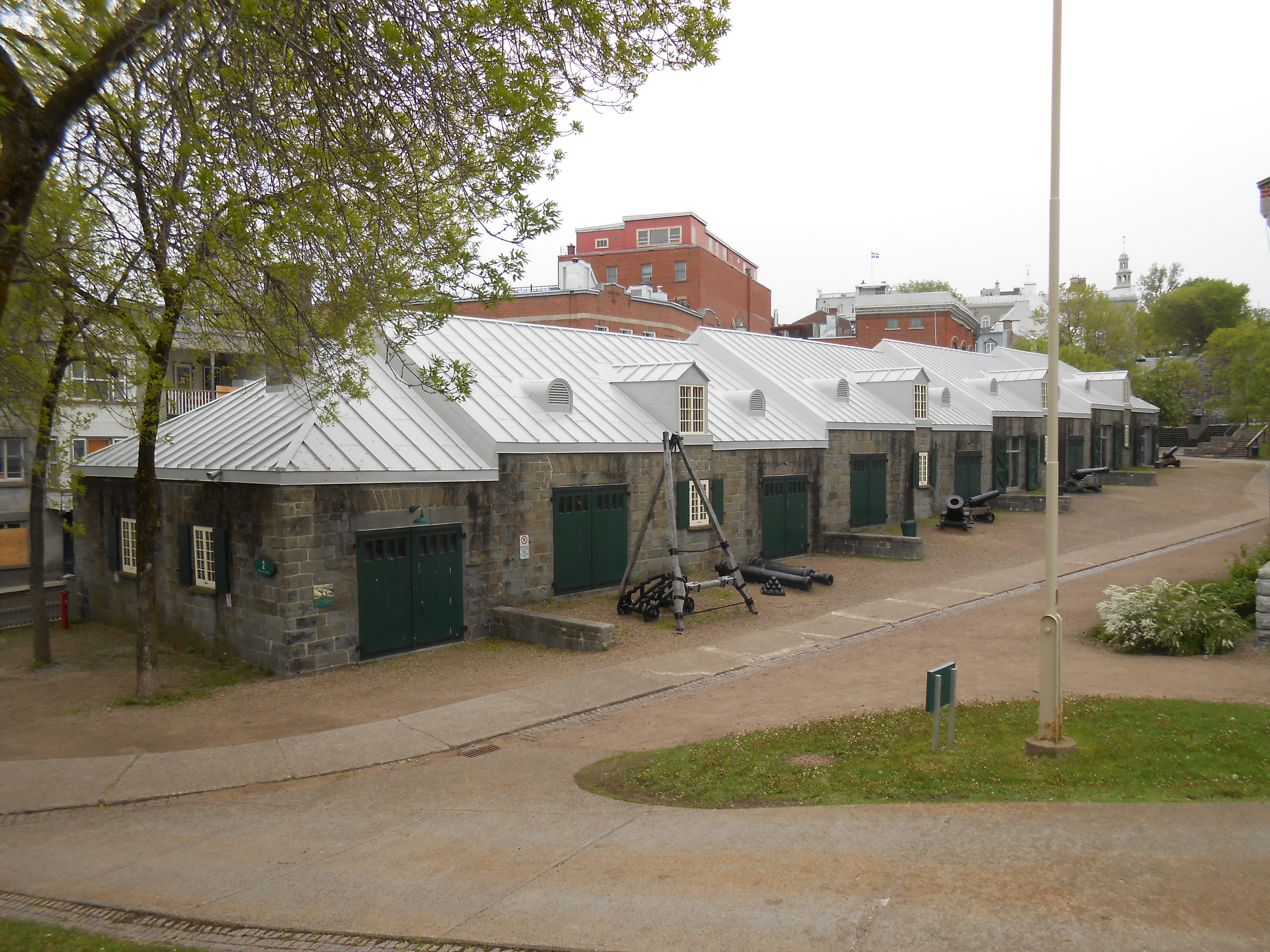
Parc de l'Artillerie